# Séisme de 2023 au Maroc
Le séisme de 2023 au Maroc ou séisme d'Al Haouz, survenu le 8 septembre 2023 à 22 h 11 min 2,2 s UTC (23 h 11 locale), est le plus important tremblement de terre enregistré par des stations sismiques de l'histoire du pays, avec une magnitude qui atteint Mw= 6,7 à 6,9.
L'épicentre du séisme se trouve dans le Haut Atlas à 71,8 km au sud-ouest de Marrakech, dans la commune rurale d'Ighil, province d'Al Haouz, région de Marrakech-Safi. L'hypocentre est calculé à une profondeur de 12 à 24 km selon les modes de détermination. Ce premier séisme est suivi 20 minutes plus tard d’une importante réplique de magnitude Mw 4,9.
Le bilan provisoire publié le 27 septembre par le ministère de l'Intérieur fait état de 2 960 morts et 6 125 blessés, près de 90 % des victimes étant recensées dans les seules provinces d'Al Haouz et de Taroudant. Les secousses provoquent d'importants dégâts et l'effondrement de nombreux bâtiments, et sont ressenties dans plusieurs régions du Maroc ainsi qu'au sud de l'Espagne, au sud du Portugal, au nord de la Mauritanie et au sud-ouest de l'Algérie.

## Contexte tectonique
Le Maroc se trouve à proximité des limites de plaques  africaine et eurasienne, sur la faille transformante Açores-Gibraltar. Cette zone de décrochement dextre devient transpressive à son extrémité est, avec le développement de grandes failles inverses. À l'est du détroit de Gibraltar, dans la mer d'Alboran, la limite entre les plaques tectoniques est de type convergente. La sismicité au Maroc est majoritairement liée aux mouvements le long de cette limite. Le nord du pays, principalement dans le Rif, situé juste à la limite entre les deux plaques tectoniques, présente le plus grand risque sismique. Le séisme de 2004 à Al Hoceïma de magnitude 6,3 a causé la mort de 629 personnes et fait 926 blessés. Le séisme de 1980 à El Asnam de magnitude 7,3 en Algérie en 1980 a tué 2 633 personnes.
L'Atlas est une chaîne de montagnes qui s'étend du Maroc à la Tunisie sur 2 000 km, formée à partir de la collision au début du Cénozoïque (Tertiaire) et qui culmine à 4 167 m d'altitude à l'ouest, au Maroc (au djebel Toubkal). La sismicité au Maroc est concentrée dans la région nord du pays et la mer d'Alboran. Au sud du Rif, l'activité sismique est rare, mais répartie à travers les montagnes du Moyen, du Haut et de l'Anti-Atlas. La sismicité dans l'Atlas saharien est limitée, et absente dans la région saharienne au sud de la ceinture ; elle est également moins active à l'est, en Algérie et Tunisie.
Les séismes dans l'Atlas présentent des mécanismes au foyer de décrochement, de chevauchement ou une combinaison des deux,. Auparavant, le plus grand séisme enregistré dans l'Atlas était le séisme de 1960 à Agadir, de magnitude 5,9, qui a fait près de 12 000 morts.

## Caractéristiques du séisme
Ce séisme est le plus important dans l'histoire du Maroc à avoir été enregistré par des instruments scientifiques. Il est dépassé uniquement par celui du 1er novembre 1755 (connu au Maroc comme le séisme de Meknès, il a également frappé Lisbonne), avec une magnitude estimée de 8,5 à 8,7.
L'Institut d'études géologiques des États-Unis (USGS) indique un mécanisme au foyer de chevauchement oblique sous le Haut Atlas. L'Institut de physique du globe de Paris (IPGP) donne un mécanisme au foyer de (136, 37, 143)/(267, 69, 59) pour (azimut, pendage, rake). Les deux plans nodaux seraient donc une faille inverse à composante dextre, orientée SE-NW, et de pendage 37° SW, et une faille inverse, orientée WSW-ENE, avec une composante senestre, sur un plan à pendage de 69° NNW. Les données satellitaires (Sentinel-1) indiquent qu'il s'agirait d'une faille inverse orientée NE-SW à fort pendage vers le nord, appartenant au système de failles de Tizi N'Test. On estime également que la zone de rupture de la faille mesure environ 30 km par 20.
Le Haut Atlas compte de nombreuses failles décrochantes, inverses et chevauchantes, orientées est-ouest ou nord-est/sud-ouest. Depuis 1900, aucun séisme de magnitude de 6 ou plus n'a été enregistré dans un rayon de 500 km de l'épicentre du séisme du 8 septembre, mais neuf événements de magnitude 5 ou plus se sont produits à l'est de cette zone.

## Pertes humaines
| Al Haouz         | 1 684 |
| Taroudant        | 980   |
| Chichaoua        | 202   |
| Ouarzazate       | 38    |
| Marrakech        | 18    |
| Azilal           | 11    |
| Grand-Casablanca | 3     |
| Tinghir          | 1     |
| Youssoufia       | 1     |
| Total            | 2 946 |

Le ministère de l'Intérieur signale 2 960 morts et 6 125 blessés (27 septembre), principalement dans les régions proches de l'épicentre. La plupart des décès sont dus aux destructions des bâtiments. En effet, le séisme a causé d'importants dégâts matériels, détruisant des habitations et des villages, et endommagé le patrimoine architectural. Selon des estimations de l'USGS rapportées par le site Le Desk, les dommages pourraient représenter entre 1 et 9 milliards d'euros, soit jusqu'à 8 % du produit intérieur brut marocain en 2022.
300 000 personnes se retrouvent sans-abri à la suite du séisme.

## Destructions
De manière générale, le tremblement de terre a causé des destructions extrêmement importantes, par exemple dans la région de Marrakech-Safi, qui regroupe notamment Marrakech, ainsi que les villes côtières de Safi et d'Essaouira. Les provinces les plus touchées sont celles d'Al-Haouz et Chichaoua, dans la région de Marrakech-Safi, mais aussi la province de Taroudant au sud, dans la région de Souss-Massa, ainsi que la province de Ouarzazate vers l'est, dans les régions de Drâa-Tafilalet, Béni Mellal-Khénifra et la province d'Azilal.
« Tout s'est arrêté dans cette zone », décrit Touhami Abdelkhalek, professeur d'économie à la Faculté de gouvernance, sciences économiques et sociales de l'université Mohammed VI Polytechnique. « Soyons clairs : dans la ville de Marrakech, tout est revenu à la normale. Mais en milieu rural, il n'y a plus rien. […]. Les routes sont bloquées. On voit bien qu’on ne peut accéder ni à la commercialisation ni aux services. ».
Des données de l'observatoire européen Copernicus permettent de constater l'étendue des dégâts dans huit communes du pays qui ont subi des dommages importants à la suite du séisme. Le 12 septembre, le service Copernicus de gestion des urgences (CEMS) comptait 1 416 résidences endommagées réparties dans les huit régions étudiées. C'est à Talat N'Yaaqoub et à Amizmiz que l’on compte le plus de résidences complètement détruites par le séisme, avec respectivement 208 et 121 maisons détruites.
700 douars sont à moins de 30 km de l'épicentre, et la destruction s'est propagée jusqu'à 50 km, touchant probablement jusqu'à 1 500 ou 2 000 douars. Le nombre annoncé de 50 000 logements (nombre évoqué dans le programme de relogement du Maroc) pourrait même être dépassé.
Près de l'épicentre, dans le Haut Atlas, la chaîne de télévision publique Al Aoula rapporte que de nombreux bâtiments se sont effondrés et que la plupart des décès sont survenus dans des zones montagneuses difficiles d'accès. Les équipes de secours ont eu des difficultés à atteindre les zones les plus touchées, les routes y étant endommagées. Le même scénario se produit un peu partout à travers le pays : des villages reculés affichent des besoins d’aide criants, mais les dégâts causés par le séisme compliquent considérablement l’accès à ces lieux.
Les secousses ont été ressenties dans plusieurs villes, dont Casablanca, Rabat et Fès. Les personnes qui ont ressenti le séisme ont quitté leurs maisons et rejoint la rue, dans la crainte d'un autre tremblement de terre.

Selon le ministère de l'Éducation, 530 écoles et55 internats ont été endommagés.

Dégâts provoqués par le séisme.
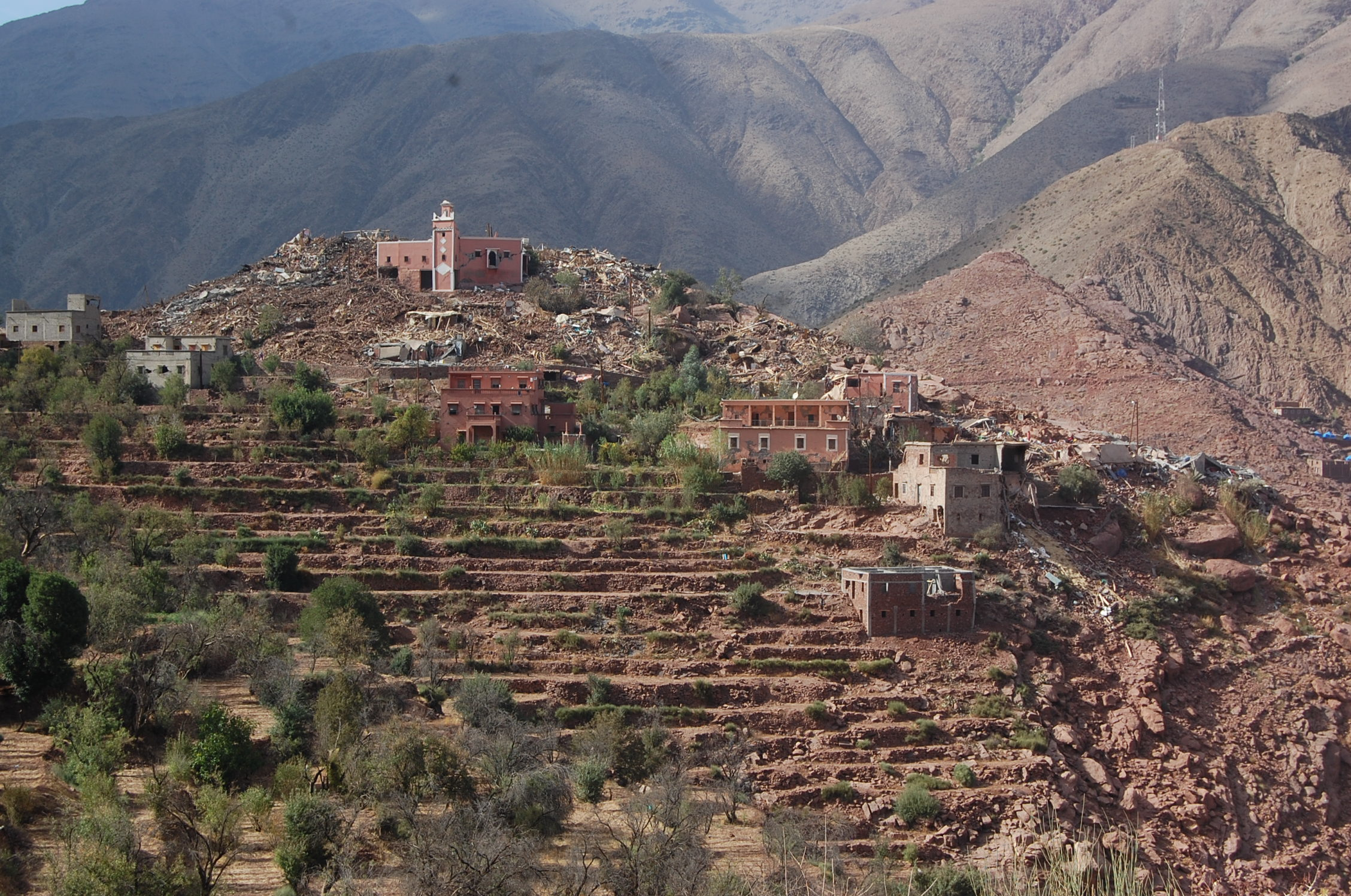
Imi N'Tala
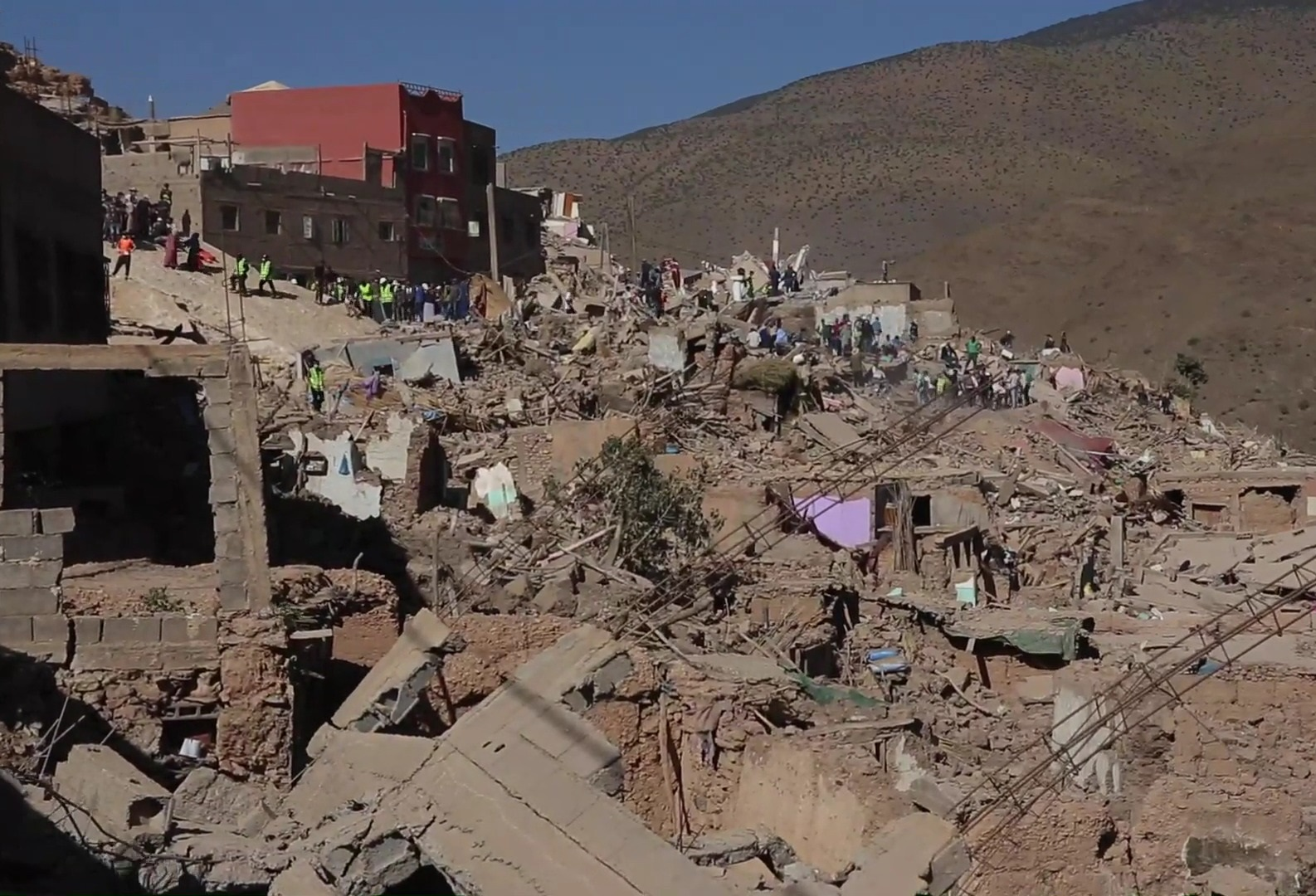
Imi N'Tala
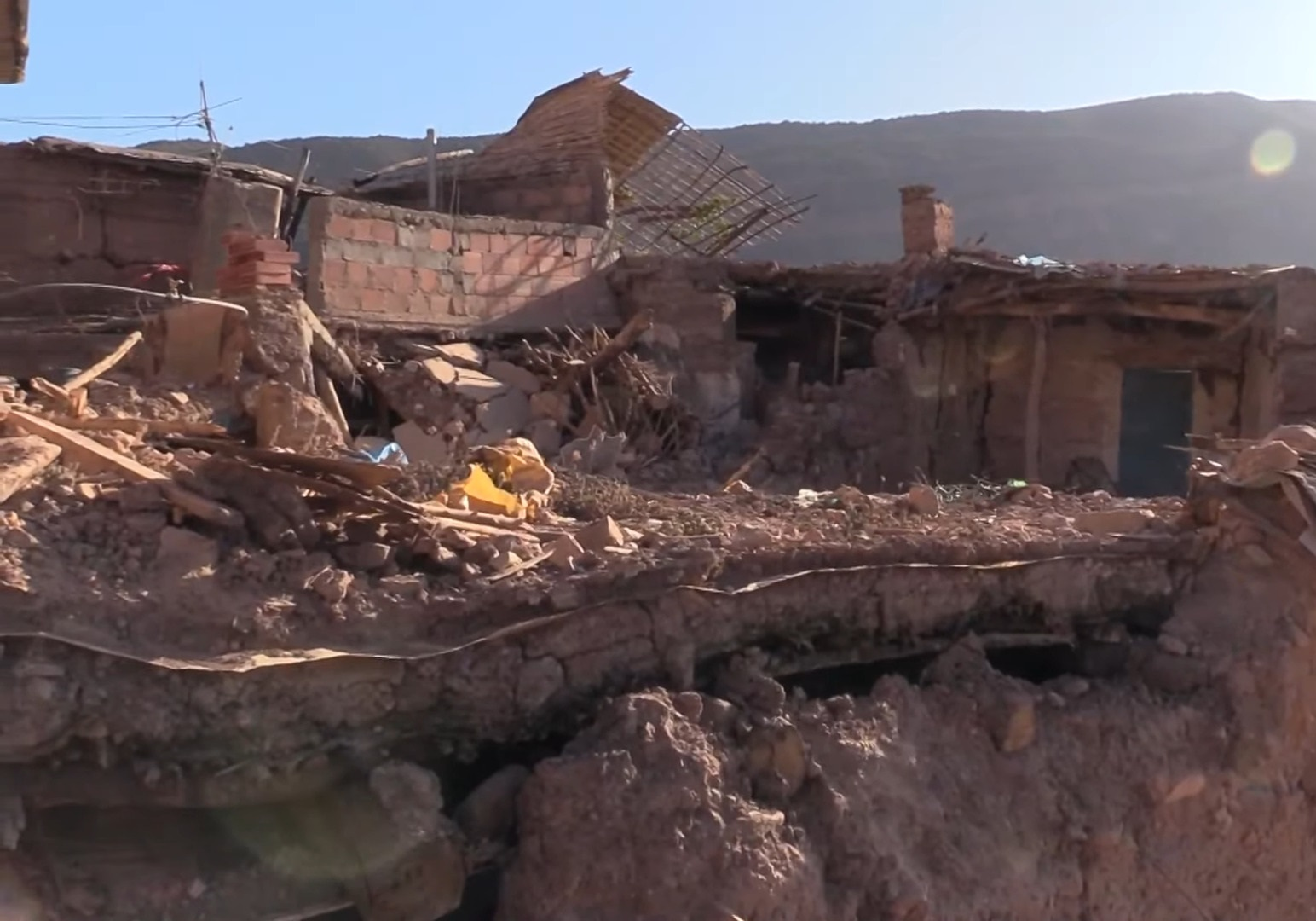
Moulay Brahim
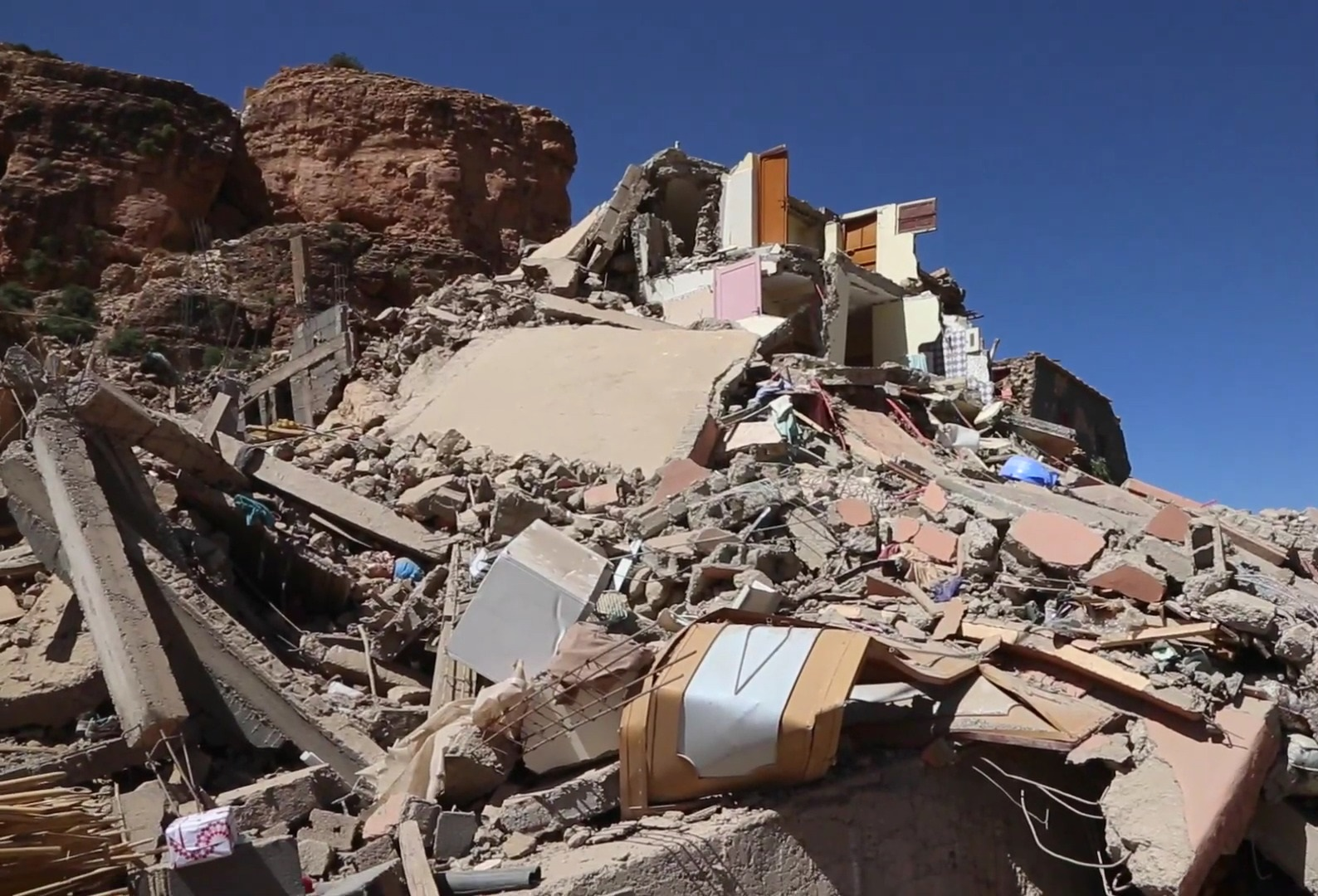
Tizi N'Test
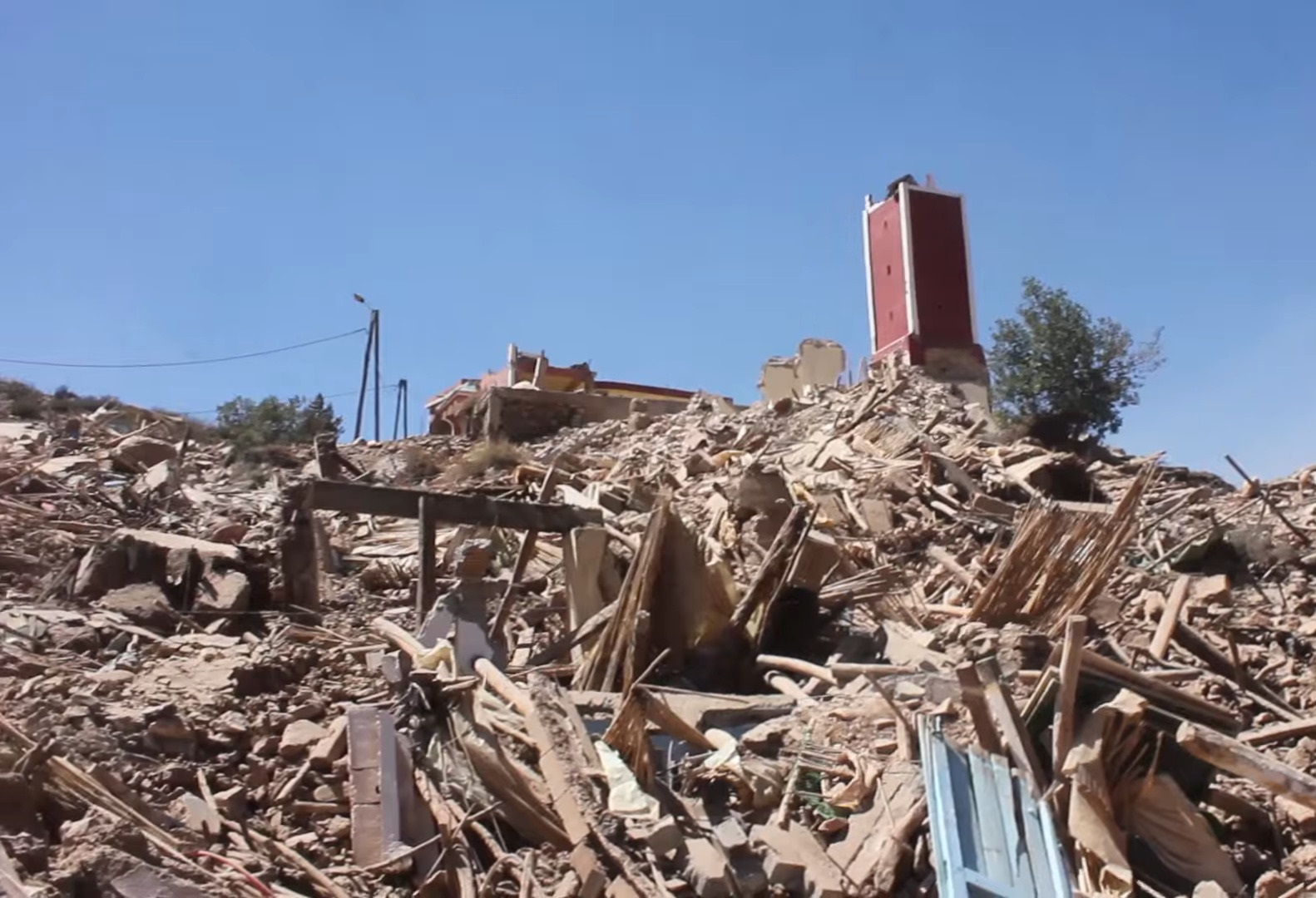
Tansghart

### Agadir
Une partie de la kasbah d'Agadir, dont les murailles étaient déjà endommagées par le séisme de 1960 et récemment rénovées, s'est effondrée à la suite du tremblement de terre.

### Amizmiz
Dans les environs d’Amizmiz, c'est dans le petit village de Tafeghaghte (en) que l'on dénombre le plus grand nombre de maisons détruites. Situé à une cinquantaine de kilomètres de l'épicentre, le village est presque entièrement détruit.

### Ouarzazate
Des fissures ont été remarquées sur le ksar d'Aït-ben-Haddou, dans la province de Ouarzazate, site inscrit sur la liste du patrimoine mondial. En particulier, le grenier collectif qui surplombe le village s’est partiellement effondré.

### Taroudant
Les murailles de Taroudant, ainsi que des monuments d'importance historique, dans leur proche environnement sont touchés.

### Imgdal
Dans la commune d'Imgdal, au cœur du Haut Atlas, plusieurs bâtiments n'ont pas résisté, la route principale menant vers le village a été bloquée par des éboulements.

### Talat N'Yaaqoub
La commune de Talat N'Yaaqoub est quasiment rasée. Outre les résidences détruites, la commune est aussi une de celles qui comptent le plus de dommages : 236 habitations sont endommagées et Copernicus en compte 74 autres « possiblement endommagées ».

### Tinmel
Construite au XIIe siècle à la mémoire d'Ibn Toumert, fondateur des Almohades, la mosquée de Tinmel, un site historique situé dans le Haut Atlas, présélectionnée pour devenir patrimoine mondial Unesco, a été complètement détruite. Sans fournir aucune information, une source du ministère marocain de la Culture a déclaré à Reuters que le ministère a décidé de la restaurer et établira un budget pour cela.

### Marrakech
Sur les 700 ha de la médina de Marrakech, les dommages sont par endroits impressionnants, avec des logements éventrés et, dans le lacis de ruelles, des monticules de gravats. Les remparts du XIIe siècle qui entourent la cité impériale, fondée vers 1070 par la dynastie des Almoravides, sont en partie défigurés. Des maisons dans les parties anciennes de la ville ainsi que des parties des remparts de la vieille ville sont effondrées. Sur la place Jemaa el-Fna, un minaret et des parties des murs de la mosquée Kharbouch se sont effondrés, écrasant des véhicules en stationnement. Des vidéos montrent des tas de débris, des murs effondrés et des nuages de poussière. Plusieurs bâtiments anciens dans la médina, des sites du patrimoine mondial de l'UNESCO, se sont également effondrés. On a signalé également des perturbations de l'accès à Internet en raison de coupures de courant. Le quartier le plus affecté est le Mellah (ancien quartier juif) où les destructions de maisons anciennes sont les plus spectaculaires.
Jamal Aboulhoda Abdel Mounaim, conservateur des monuments historiques de la ville de Marrakech indique que plusieurs autres minarets de la ville ont été endommagés, ceux des mosquées Benyousef, El Mansour de kasbah ou Saâdi. Les secousses ont provoqué d'importantes fissures sur ces minarets.
Les remparts de la vieille ville sont aussi abîmés, indique l'UNESCO, notamment au niveau des portes Bab Taghzout et Bab Agnaou, entièrement détruites. D'autres sites importants présentent des fissures : le palais de la Bahia, le palais El Badi, et les Tombeaux saadiens.

Conséquences du séisme à Marrakech et Moulay Brahim
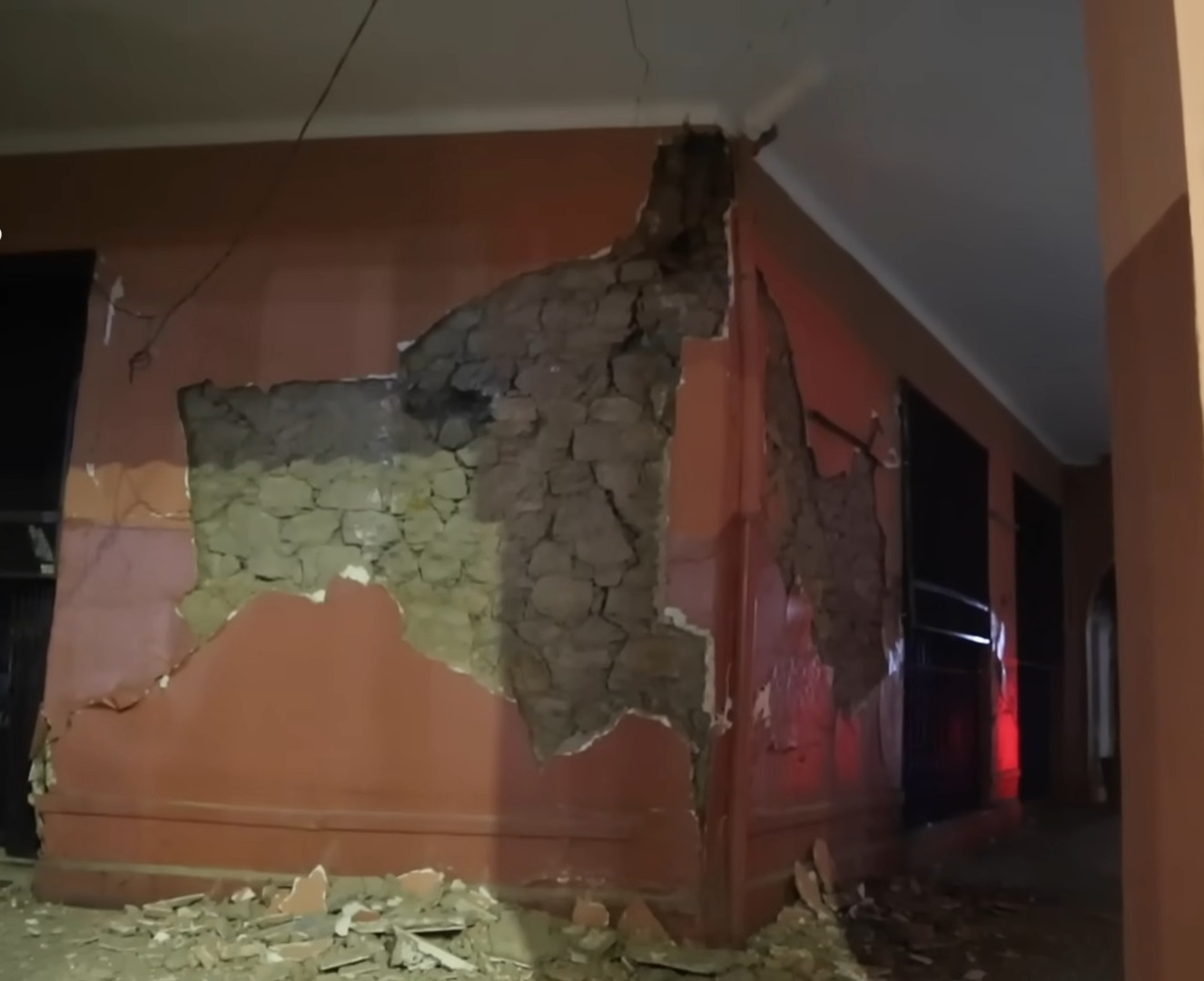
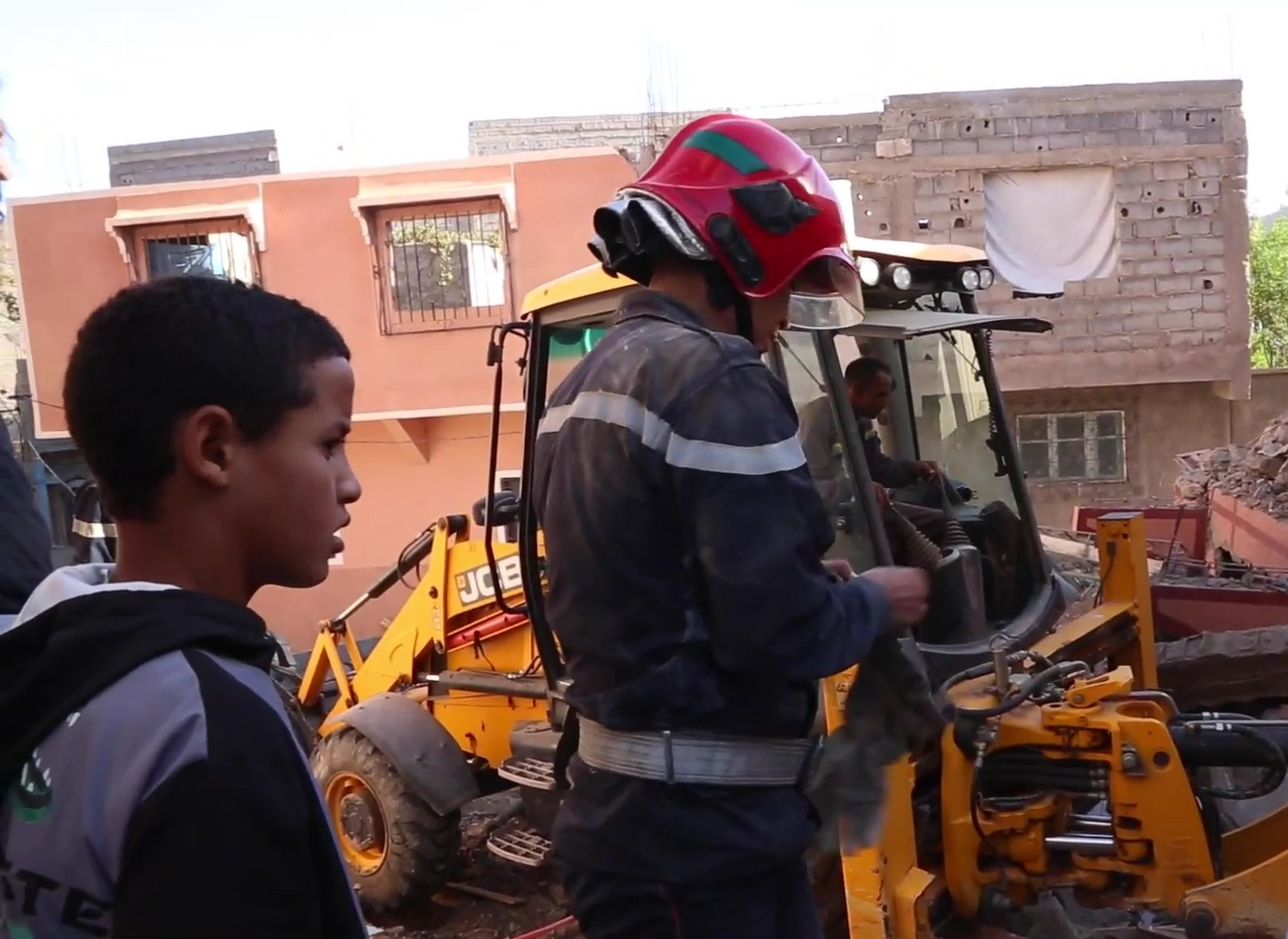
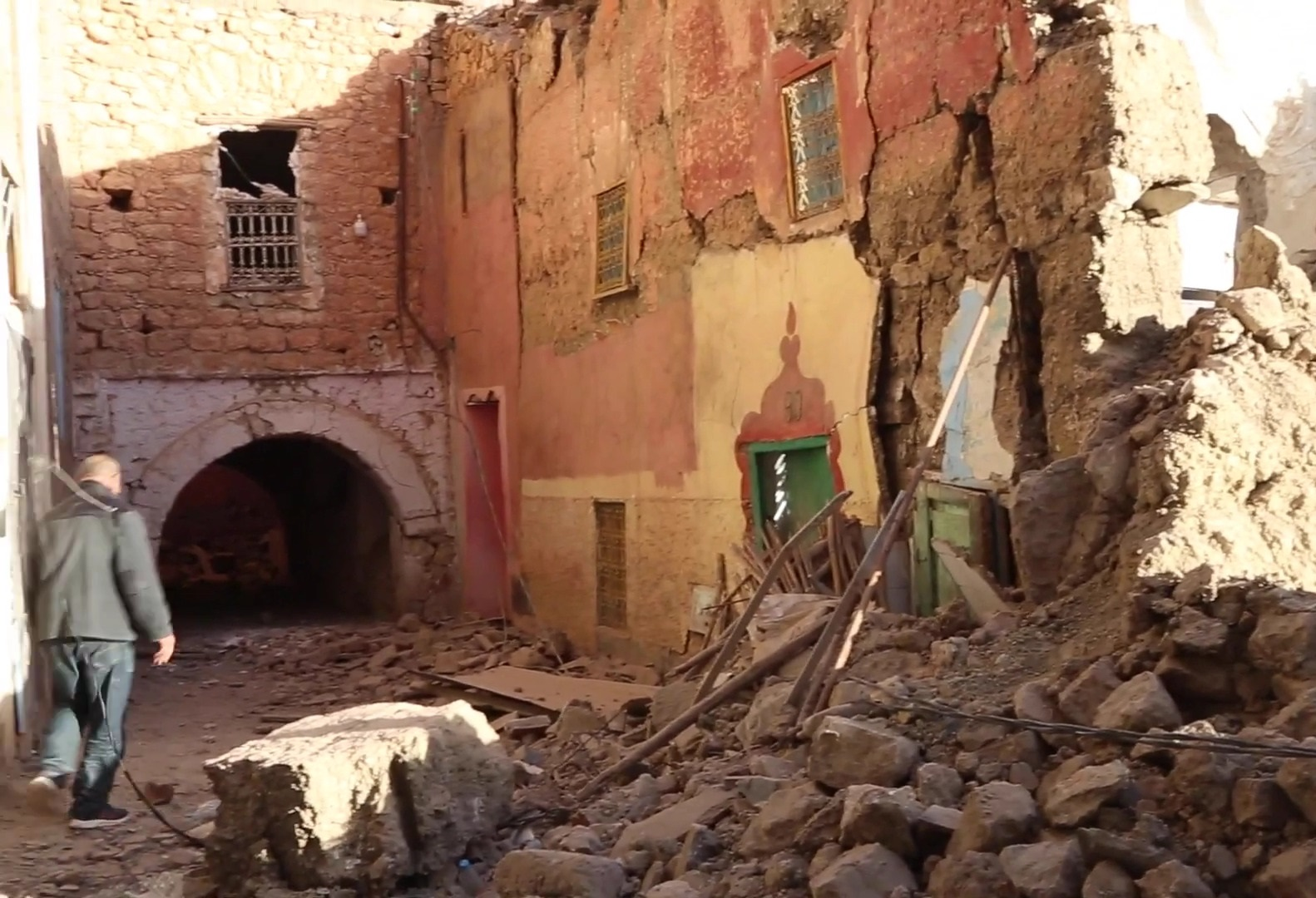
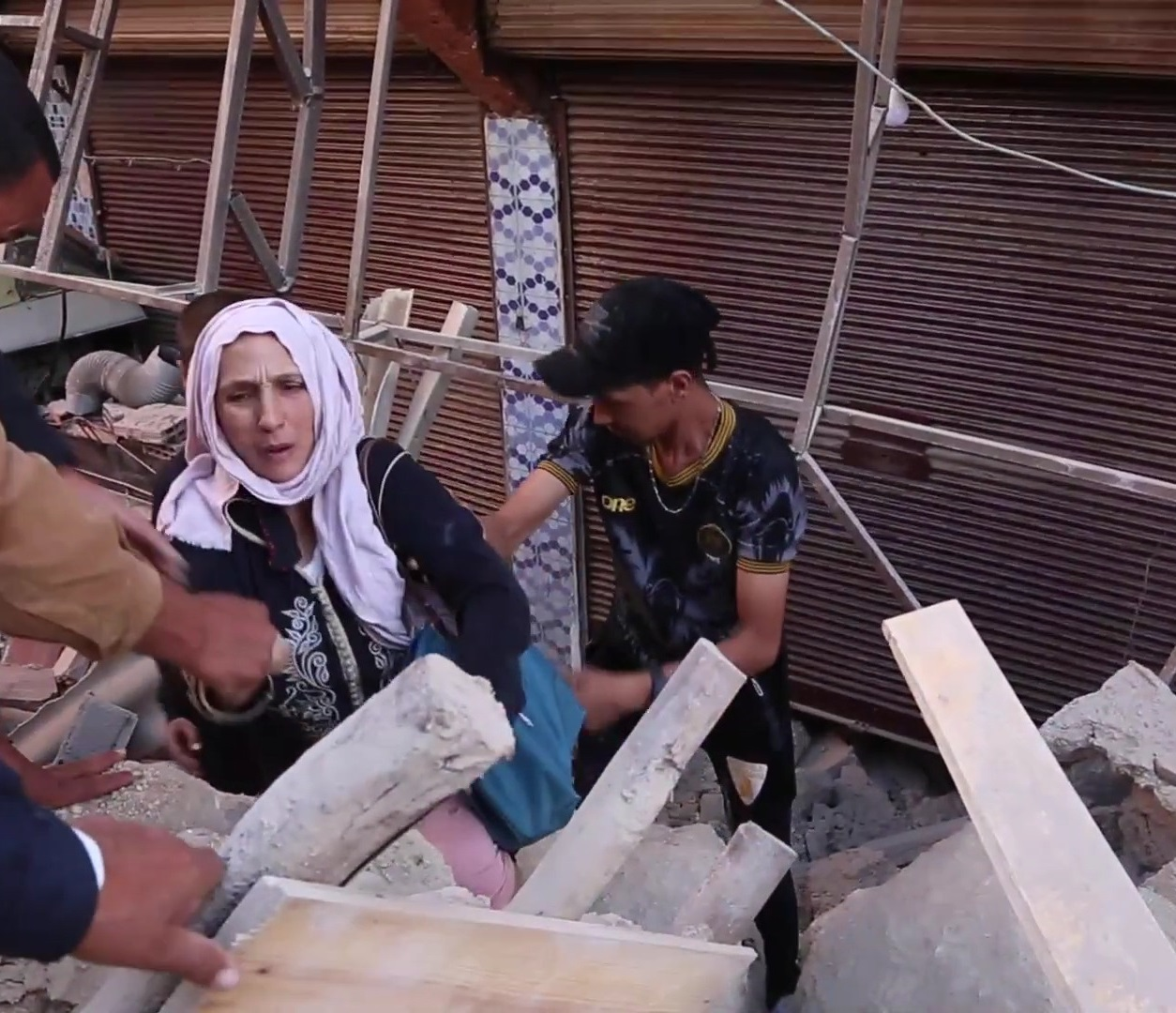
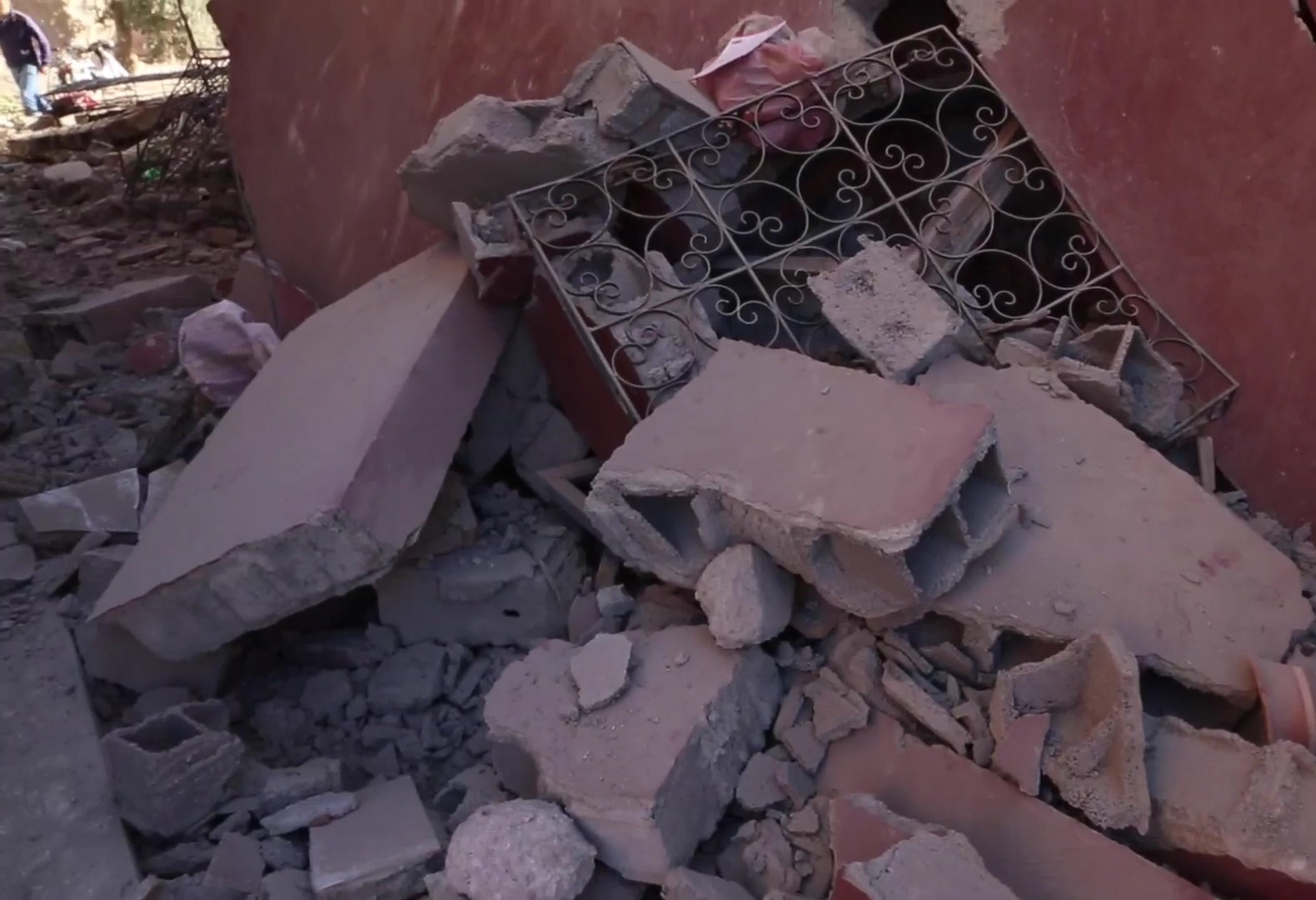

## Reconstruction
Une commission interministérielle a été mise en place par le royaume afin de coordonner les efforts de reconstruction sur le long terme.
Le roi Mohammed VI fait un don d'un milliard de dirhams via un fonds d'investissement privé marocain dont il est l'actionnaire principal. Sa fortune personnelle est estimée à six milliards d'euros,.
Le Mouvement des ingénieurs crée un comité d'architectes affiliés pour assister techniquement à la reconstruction des maisons endommagées en coordination avec toutes les parties concernées. Le mouvement appelle tous les ingénieurs et architectes du Maroc à s'engager dans cette initiative humanitaire et demande aux citoyens de contribuer en fonction de leurs talents et leurs compétences. Le quotidien Al Akhbar souligne que cet apport doit permettre de réduire les dépenses de la reconstruction.
Selon l'UNESCO, le Maroc dispose d'une expertise en la matière. Il est possible, en respectant les techniques traditionnelles, d'apporter des éléments de protection sismique. Il faudra entre cinq et dix ans pour que les effets architecturaux de la catastrophe aient disparu. Ces délais sont considérés comme incompressibles, notamment du fait du nombre insuffisant d'ouvriers qualifiés pour procéder à la reconstruction.
Elie Mouyal, architecte marocain spécialisé dans la construction traditionnelle en terre, propose une méthode intermédiaire, avec une approche participative des habitants et en utilisant des matériaux de récupération et une mousse isolante projetée pour créer des habitations durables. Cette démarche vise à préserver l'identité culturelle des communautés touchées et à éviter le déplacement de populations cherchant à se reloger dans les grands centres urbains.
Un an après le séisme, beaucoup de sinistrés vivent encore dans des conditions extrêmement précaires sans solution de relogement.
L'école Tassa Ouirgane, projet de reconstruction mené par des jeunes de 16 à 17 ans du club Interact Massignon, est inaugurée le 11 Juin 2024, première école à ré-ouvrir ses portes après le séisme. 
Financements
Plusieurs instances s'engagent à accompagner Rabat dans la reconstruction des zones sinistrées. Emmanuel Macron signe une déclaration conjointe au sommet du G20 promettant de fournir toute l'assistance nécessaire (…) aux efforts de reconstruction, déclaration également signée par le Premier ministre indien Narendra Modi, le président de l'Union africaine Azali Assoumani ainsi que les dirigeants de la Banque mondiale, du Fonds monétaire international et de la Commission européenne.
Le ministère des Affaires étrangères français annonce une aide de cinq millions d’euros à destination des ONG présentes au Maroc et l'UE débloque un premier financement d'un million d'euros d'aide. Plusieurs collectivités locales Françaises débloquent des fonds ainsi que des associations caritatives comme le secours populaire ou le Secours catholique, via la Caritas Internationalis. Les grandes ONG françaises lancent des appels aux dons financiers plutôt qu'aux dons de biens matériels. Elles insistent sur la nécessité de s’appuyer sur les associations marocaines pour expertiser les besoins au plus près du terrain.
Au Japon, l'association Japon-Maroc, vice-présidée par Takashi Shinozuka, ancien ambassadeur japonais au Maroc, organise sa propre campagne de dons à partir du 11 septembre,.
Certaines initiatives individuelles de la diaspora permettent de récolter des sommes importantes, comme celle de deux jeunes marocaines en France qui, au travers de la plateforme GoFundMe collectent plus de 800 000 euros destinés à trois associations officielles marocaines.
Un décompte limité au 16 septembre 2023 indique que le Fonds spécial séisme a déjà franchi le seuil de six milliards de dirhams. Ce montant ne tient pas compte des dons émanant de particuliers ou encore ceux en nature, estimés à plusieurs centaines de millions de dirhams, destinés directement aux sinistrés du séisme, ainsi que l’apport de dizaines de milliers de salariés et de fonctionnaires, ou d’élus qui ont décidé d’offrir au moins un mois de leur salaire.

## Réactions

### Nationales
- Algérie : le pays ouvre son espace aérien pour faciliter l'arrivée de l'aide humanitaire au Maroc pour la première fois depuis 2021. La présidence a exprimé « sa pleine disponibilité à fournir une assistance humanitaire et à mobiliser toutes les ressources nécessaires, tant matérielles qu'humaines » fournir des aides humanitaires et à mobiliser tous les moyens matériels et humains en solidarité avec le peuple marocain frère en cas de demande du royaume du Maroc[46], en solidarité avec le « peuple marocain frère »[47]. Le lendemain du séisme, l'Algérie propose un plan d'envoi de 80 secouristes spécialisés[48].
- États-Unis : Joe Biden s'est dit « profondément attristé ». Son pays est prêt à apporter son aide.
- France : le président de la République Emmanuel Macron se dit « bouleversé » et propose l'aide de la France. Plusieurs autres personnalités publiques, politiques de tous bords, apportent « leur soutien au peuple marocain ». La tour Eiffel reste éteinte la nuit du 9 au 10 septembre, en hommage aux victimes[49]. L'Institut du monde arabe à Paris, a illuminé sa façade avec les mots Maroc au cœur[50]
- Inde : le pays propose de fournir une assistance pour le redressement[51].
- Israël : Benyamin Netanyahou a indiqué dans un communiqué qu'« en ces moments difficiles, le peuple d'Israël tend la main à nos amis marocains. Nous prions pour leur bien-être et les aiderons de toutes les manières possibles »[52].
- Russie : le président Vladimir Poutine déclare qu'« en Russie, on partage la peine et le deuil du peuple ami marocain », et présente ses « condoléances sincères pour les conséquences tragiques du séisme dévastateur »[53].
- Ukraine : le président Volodymyr Zelensky déclare son soutien aux victimes[54].

### Internationales
- Nations unies : Stéphane Dujarric, porte-parole des Nations unies, déclare que l'organisation est prête à soutenir les « efforts du gouvernement marocain pour aider la population touchée »[55].

### Autres
- Tibet : le dalaï-lama Tenzin Gyatso déclare : « j'offre mes condoléances à votre excellence, aux familles de ceux qui ont perdu des êtres chers et je prie pour tous ceux qui sont touchés par cette grande tragédie. Je suis conscient que votre gouvernement fait tout ce qui est en son pouvoir pour apporter son soutien aux efforts de sauvetage et de secours dans les zones sinistrées. Il est également encourageant que la communauté internationale envoie de l'aide à la suite du tremblement de terre », ajoutant « en signe de ma solidarité avec le peuple marocain touché par cette tragédie, j'ai demandé à la fondation Gaden Phodrang de faire un don pour les efforts de sauvetage et de secours »[56].

## Polémiques

### Aides internationales
Les offres d'assistance ont afflué du monde entier au lendemain du séisme : États-Unis, Commission européenne, Union africaine, Fonds monétaire international, Israël et même l'Algérie, qui entretient des relations tumultueuses avec son voisin marocain. Le Maroc tarde à donner son feu vert à d'autres pays, seuls quatre pays : l'Espagne, le Royaume-Uni, le Qatar et les Émirats arabes unis ont vu leur proposition de soutien officiellement acceptée par le Maroc. Le président de l'ONG française Secouristes sans frontières, Arnaud Fraisse, déclare « nous ne comprenons pas cette situation de blocage de la part du gouvernement marocain. Il n'y a aucune explication pour l'instant ». Le quotidien libanais L'Orient-Le Jour déclare que le Maroc « pourtant meurtri, boude l’aide internationale », obligeant l’assistance à s’organiser « surtout sur le plan local ». Le président de la République française, Emmanuel Macron, appelle, le 12 septembre, sur Twitter à cesser les « polémiques sur l'aide humanitaire, par respect pour les victimes du séisme au Maroc »,.
Le Washington Post souligne qu'à la grande surprise des responsables étrangers, le Maroc tarde à accepter les offres d'assistance humanitaire qui émanent du monde entier, même l'Organisation des Nations unies est en attente d'une demande d'assistance de Rabat, note le quotidien américain qui met en cause la gouvernance fortement centralisée du Maroc, autour de son roi sans qui rien ne peut se faire.
Certains experts énoncent plusieurs raisons expliquant le temps que prend le Maroc à accepter l'aide internationale : l'envie de maîtriser un éventuel afflux massif d'aide étrangère qui pourrait rendre encore plus chaotique l'aide effective sur le terrain ainsi que la nécessité d'évaluer les besoins, les lieux et les villages sur lesquels concentrer les moyens en priorité. D'autres évoquent surtout la centralisation du pays, dans lequel on a d'abord fait sortir les forces royales marocaines.

### Gestion de la crise
Le journal espagnol El Mundo critique la réaction tardive du roi Mohammed VI resté « silencieux pendant des heures après le drame ». Le journal cite en revanche l'ambassadeur de France au Maroc, Christophe Lecourtier, qui justifie ce retard en affirmant que « les autorités marocaines procédaient à une évaluation de la situation », puisque « la région du sud était isolée et éloignée des centres urbains ». Cette déclaration a également été reprise par la porte-parole du ministère français des Affaires étrangères, Anne-Claire Legendre, qui a ajouté que « les besoins doivent être établis avant de prendre une demande d'aide ».
El País, quotidien espagnol, juge « dérangeant » le « silence » du roi « face à la tragédie ». En France, L'Humanité s'inquiète de « la dangereuse inertie du pouvoir » marocain. Le 8 septembre, au moment du séisme, le roi Mohammed VI est à Paris, depuis le 1er septembre pour des raisons médicales,,,, le roi est de retour le 9 septembre à Rabat où des images le montrent en réunion de travail.
The New York Times rapporte que « le désespoir s'accroît dans les villages dévastés du Haut Atlas où l'aide n'arrive qu'au compte-gouttes ». The Guardian fait état « de centaines de villages presque entièrement détruits » où les survivants « dorment depuis trois nuits dehors dans le froid privé de tout, d'électricité, de téléphone et de soins » avec le sentiment « d'avoir été tout simplement abandonnés ».
Les Forces armées royales marocaines, écrit Le Point, ont déployé d'urgence des moyens humains et logistiques importants, aériens et terrestres, ainsi que des modules d'intervention spécialisés composés d'équipes de recherche et sauvetage et d'un hôpital médico-chirurgical de campagne. Le Monde indique que le roi a regagné Rabat le 9 septembre, où il a présidé une réunion de travail, lors de laquelle il a donné des instructions pour améliorer l'acheminement des secours. Le quotidien Les Échos  ajoute que Mohammed VI a ordonné la prise en charge immédiate de l'ensemble des personnes qui se retrouvent sans abri du fait du séisme, notamment en matière d'hébergement, d'alimentation et tous autres besoins de base, et l'ouverture d'un compte spécial auprès du Trésor et de la banque centrale Bank Al Maghrib en vue de recevoir les contributions volontaires de solidarité des citoyens et des organismes privés et publics.
Le magazine Jeune Afrique évoque un communiqué du cabinet royal, plusieurs mesures d'urgence ont été annoncées. Une commission interministérielle (....) sera chargée du déploiement d'un programme d'urgence de réhabilitation et d'aide à la reconstruction des logements détruits au niveau des zones sinistrées.
A l'occasion d'une réunion de crise consacrée à l’activation du programme d’urgence pour le relogement des sinistrés et la prise en charge des catégories les plus affectées par le séisme d’Al Haouz, le jeudi 14 septembre, le Roi Mohammed VI a ordonné que les orphelins du séisme bénéficient du statut de pupille de la nation.

### Exploitation criminelle de la crise
Des associations en faveur de la petite enfance lancent des appels à la vigilance et saisissent le gouvernement des risques accrus d'enlèvements et de mariages forcés de mineurs de moins de quinze ans,. Relevant du ministère de la Justice, la Commission nationale chargée de la coordination des mesures de lutte et de prévention contre la traite des êtres humains reçoit également les alertes sur des crimes ou des délits survenus après le séisme d’Al Haouz.
Plusieurs plaintes sont déposées contre des personnes pour détournement des dons de marchandises à leur profit. Les autorités marocaines déplorent que des « influenceurs » cherchent aussi à profiter de la situation et gênent l'action des secours. Le gouvernement appelle les donateurs à la prudence et à vérifier la nature des organismes de collecte qui seront réellement destinataires des fonds recueillis.

## Solidarités dans le monde du sport, des arts et de la culture
La Confédération africaine de football (CAF) reporte le match de qualification entre le Maroc et le Liberia, qui était prévu le 9 septembre, pour les éliminatoires de la Coupe d'Afrique des nations 2024.
En revanche, la CAF a  décidé de maintenir la rencontre entre la Gambie et le Congo le 10 septembre, prévu à Marrakech. « Pour moi, ce n'est pas normal de jouer ce match par respect pour les morts, pour toutes les familles, les personnes qui travaillent dans la police, les hôpitaux… Se concentrer sur un match de football, ce n'est pas un bon timing, je pense », a regretté sur RFI le sélectionneur de la Gambie, Tom Saintfiet. La CAF s’est contentée d’annoncer que toutes les équipes porteront un brassard noir lors des matches éliminatoires de la Coupe d’Afrique des nations.
Des personnalités mondiales du ballon rond, tels que Cristiano Ronaldo, Lionel Messi, Mesut Ozil, Riyad Mahrez ou Sergio Ramos ont affiché leur soutien sur les réseaux sociaux, tandis que de nombreux clubs ont publié des communiqués officiels. La sélection mauritanienne a affiché, dans le stade de Nouakchott, un message de soutien avant la rencontre contre le Gabon : « Nos cœurs sont avec vous » Les prochains matchs des sélections européennes, mais aussi de certains championnats du Vieux Continent, comme la Ligue 1 française ou la Liga espagnole, seront précédés d’une minute de silence en hommage aux victimes de la tragédie.
Au départ de la 15e étape du Tour d'Espagne à Pampelune, le vainqueur de l’édition de 2022, Remco Evenepoel, et ses coéquipiers de l’équipe Soudal Quick-Step ont posé avec un drapeau marocain.
Au Dôme de Paris, le kickboxeur Badr Hari, de nationalité marocaine et néerlandaise, qui devait affronter James McSweeney dans le cadre de la série de combats Glory, après être monté sur le ring, visiblement ému, a finalement renoncé à combattre. « Les gens se battent pour chercher les cadavres au Maroc, je ne vais pas combattre pour divertir », a-t-il expliqué.
Le PSG a décidé de faire un don d’un euro par billet afin d’apporter son plein soutien aux sinistrés. Les joueurs de l'OGC Nice ont arboré des maillots frappés du message « Soutien au Maroc » qui seront ensuite vendus aux enchères et les bénéfices seront reversés « aux sinistrés et aux familles des victimes. L'OM a annoncé plusieurs actions solidaires en faveur des victimes au Maroc et en Libye, à l'occasion du match prévu face à Toulouse en Ligue 1. Les joueurs marseillais arboreront un message "Marseille Solidaire" sur leurs maillots, qui seront ensuite vendus aux enchères. Les bénéfices seront reversés au Secours Populaire, engagé auprès des victimes dans les deux pays. L'OM a également invité les supporters du club à participer à l'appel aux dons lancé par le Secours Populaire.
La chanteuse Madonna a déclaré avoir apporté sa contribution « à Human Appeal pour soutenir les efforts de secours immédiats sur le terrain au Maroc » et a  invité son réseau comptant des millions de fans à  faire des dons à cette organisation.